# متحف دار ألمع للثقافة والتراث
متحف دار ألمع للثقافة والتراث أحد متاحف منطقة عسير جنوب المملكة العربية السعودية، يقع المتحف في مدينة أبها، أسسه محمد بن علي آل عبدالمتعالي.

## أجزاء المتحف
المتحف عبارة عن مبنى مستقل يحتوي على قاعة كبيرة تجمع بين مكتبة منزلية تضم مجموعة واسعة من العناوين، المخطوطات، والوثائق التاريخية بما في ذلك عملات من مختلف العهود التاريخية وكذلك العملات المعاصرة السعودية، الخليجية، والعربية، إضافة إلى طوابع ومخطوطات قديمة. القاعة الصغيرة تعرض أكثر من 700 صورة قديمة، وتضم قطع تراثية مثل الفوانيس، الأسلحة القديمة، الأواني، والحلي.